# Ungu
Ungu – indonezyjski zespół pop-rockowy, założony w 1996 roku.
Swój debiutancki album Laguku wydali w 2002 roku. Rozgłos przyniósł im trzeci album Melayang (2005), który zdobył popularność również w Malezji i Singapurze.
Formacja ma na swoim koncie szereg nagród, m.in. SCTV Awards (2007, 2008, 2009). Wśród przebojów, które wylansowali, są takie utwory jak „Demi Waktu”, „Tercipta Untukku”, „Aku Tahu” czy „Kekasih Gelapku”.
Skład grupy wielokrotnie się zmieniał. W skład formacji wchodzą wokalista Pasha, basista Makki, gitarzyści Enda i Onci oraz perkusista Rowman.

## Dyskografia
Albumy studyjne
- 2002: Laguku
- 2003: Tempat Terindah
- 2005: Melayang
- 2007: Untukmu Selamanya
- 2009: Penguasa Hati
- 2010: 1000 Kisah Satu Hati
- 2015: Mozaik